# Ločica ob Savinji
Ločica ob Savinji je naselje u slovenskoj Općini Polzela. Ločica ob Savinji se nalazi u pokrajini Štajerskoj i statističkoj regiji Savinjskoj.
Naselje leži između Podvinske Struge i Savinje, a poznato je i po obližnjem arheološkom nalazištu istočno od naselja. Ovdje je u drugoj polovici 2. stoljeća. izrastao veliki rimski vojni logor. Tlocrtne mjere logora bile su 543 m x 435 m. U zidinama su bila četvora ulazna vrata. Sam logor je imao pet velikih zgrada i bolnicu (nije potvrđeno). Naselje se u zadnje vrijeme širi, zbog toga krče šume, bisere prirode, a nove zgrade rastu u blizini. Ljudi iz većih gradova sve više doseljavaju u ovo mjesto.

## Ime naselja
Ime naselja je 1953. godine promijenjeno iz Ločica u Ločica ob Savinji.

## Stanovništvo
Prema popisu stanovništva iz 2018. godine naselje je imalo 987 stanovnika.